# Otter Creek (North Thames River)
Der Otter Creek (englisch: otter für „Fischotter“, creek für „kleinerer Fluss“) ist ein 13 km langer linker Nebenfluss des North Thames River im Süden der kanadischen Provinz Ontario.

## Flusslauf
Der Otter Creek ist ein kleineres Fließgewässer im Perth County, etwa 140 km westlich von Toronto. Er entsteht am Zusammenfluss zweier Quellbäche nahe dem Ontario Highway 7, knapp 7,5 km ostnordöstlich von St. Marys sowie 10 km südwestlich von Stratford. Er fließt in westlicher Richtung zum North Thames River, in den er 2,5 km nordwestlich von St. Marys mündet. Der Otter Creek entwässert ein Areal von 60 km². Im Norden grenzt das Einzugsgebiet des Otter Creek an das des Avon River, im Osten und im Süden an das des Trout Creek. 82 Prozent des Einzugsgebietes des Otter Creek sind mit landwirtschaftlichen Nutzflächen bedeckt. Wälder sind nur in sehr geringem Maße vorhanden. Die Flussläufe und Bäche sind zum Teil von Galeriewäldern oder Strauchvegetation gesäumt.

## Flussfauna
Im Otter Creek gibt es 31 Fischarten, darunter die Angelfische Schwarzbarsch (Smallmouth Bass), Forellenbarsch (Largemouth Bass) und Hecht (Northern Pike). Als eine gefährdete Fischart gilt Lepomis peltastes (Northern Sunfish). Im Flusssystem gibt es ferner 7 Muschelarten, darunter Villosa iris, sowie die Schnappschildkröte (Snapping Turtle).